# Сылвица (приток Чусовой)
Сы́лвица — река на западе Свердловской области, правый приток Чусовой.
Высота устья — 156 м над уровнем моря. Уклон реки — 3,7 м/км.

## Описание
Длина реки Сылвицы — 77 км, площадь водосборного бассейна — 548 км². Протекает в горной тайге, на западе Кушвинского городского округа и муниципального образования «город Нижний Тагил».
Сылвица берёт начало у западного края горы Ревунские Печи (Средний Урал) в 13 км к северо-западу от деревни Кедровки. Общее направление течения — юго-западное. Впадает в Чусовую по правому берегу в 125 км от её устья (в 7 км к северо-западу от малой деревни Нижней Ослянки). Населённых пунктов в бассейне реки нет.
Вблизи устья на берегах встречаются живописные скальные обнажения.
В реке распространены голавль, елец, чебак, также водится хариус.

## Притоки
(от устья, в скобках указана длина в км):
- 29 км пр: Кернос (13)
- 33 км лв: Бобровка (14)
- 38 км пр: Бутон (15)
- 41 км пр: Сарайка (10)
- 57 км пр: Волья (13)
- 65 км пр: Сылва-Рассоха (12)

## Данные водного реестра
По данным государственного водного реестра России, Сылвица относится к Камскому бассейновому округу, водохозяйственный участок реки — Чусовая от в/п посёлка Кына до устья, речной подбассейн реки — Кама до Куйбышевского водохранилища (без бассейнов рек Белой и Вятки). Речной бассейн реки — Кама.
Код объекта в государственном водном реестре — 10010100712111100011016.